# 노진 (1518년)
노진(盧禛, 1518∼1578)은 조선의 문신이다. 본관은 풍천(豊川), 자는 자응(子膺), 호는 옥계(玉溪)·칙암(則庵)이다. 벼슬은 대사헌과 판서에 이르렀다. 시호는 문효(文孝)이다.

## 생애
경상남도 함양군 출신이다. 예조참판 노숙동(盧叔仝)의 증손이다.
1537년 생원시에 합격하고, 1546년(명종 1) 증광문과에 을과로 급제하였다. 승문원의 천거로 박사가 되고, 전적·예조의 낭관을 거쳐 1555년 지례현감(知禮縣監)으로 나갔다. 그곳에서 선정을 베풀어 높은 치성(治聲)을 들었으며 청백리로 뽑혔다. 1558년 필선·부응교가 되고 이듬해 장령·검상·사인·집의·직제학을 지냈다. 1560년 형조참의를 거쳐 도승지가 되었는데, 시골에 계신 늙은 어머니의 봉양을 위하여 외직을 지원하여 담양부사·진주목사를 지냈다. 1567년 이조참의로 있다가 충청도관찰사와 전주부윤이 되어 선정을 베풀었고, 다시 부제학에 임명되어 중앙으로 들어왔다. 1571년(선조 4) 늙은 어머니의 봉양을 위하여 다시 외직으로 나갈 것을 허가받아, 친가와 가까운 곤양(昆陽)의 군수(郡守)가 되었다.
이듬해 대사간·이조참의가 되고 경상도관찰사·대사헌 등을 지냈다. 1575년 예조판서에 올랐으나 사퇴하고 그 뒤 대사헌·이조판서·형조판서·공조판서·예조판서 등의 벼슬에 연배(連拜)되었으나, 모두 병으로 나가지 않았다. 평소에 기대승(奇大升)·노수신(盧守愼)·김인후(金麟厚) 등의 학자들과 도의(道義)로 교유하였다.

## 사후
효로써 정려(旌閭)가 세워졌고, 남원의 창주서원(滄州書院), 함양의 당주서원(溏州書院)에 제향되었다.

## 저서
- 《옥계문집》

## 가족
- 증조부 : 노숙동(盧叔仝) - 예조참판
  - 할아버지 : 노반(盧盼)
    - 아버지 : 노우명(盧友明) - 참봉

  - 외할아버지 : 권시민(權時敏)
    - 어머니 : 안동 권씨